# Caracol Verlag der Autorinnen und Autoren
Der Caracol Verlag der Autorinnen & Autoren ist ein Schweizer Buchverlag mit Sitz in Warth.

## Verlagsprogramm
Das Verlagsprogramm von Caracol umfasst drei Reihen: Caracol Prosa, Caracol Lyrik und die Reihe Caracol WortArt, die Texte mit verschiedenen Formen künstlerischen Ausdrucks (Malerei, Fotografie, semantische Typographie) kombiniert. Nach fünf Jahren des Bestehens umfasst das Verlagsprogramm 42 Titel.

## Geschichte
Der Verlag wurde 2020 von einer Gruppe von Autor*innen gegründet. Autor*innen, die bei Caracol publizieren, können Anteilsscheine der GmbH erwerben; dies ist aber nicht Voraussetzung für eine Publikation.
Caracol ist spanisch und bedeutet Häuschenschnecke. Caracol nannten die Spanier ein Observatorium in der Maya-Stadt Chichén Itzá (Yucatán/Mexiko), wegen der gewundenen Treppe, die im Innern in die Tiefe führt. Ausblick und Weg nach innen: Für beides ist der Verlag offen.
Der Verlag schreibt auf der Webseite:  «Caracol ist ein Haus für Schreibende wie auch für ihre Leser. Wer schreibt / wer liest, zieht sich ins Schneckenhaus zurück, steigt hinab ins Innere, die Psyche, oder hinauf zum Ausblick über Landschaft und Gesellschaft, Zeit und Welt.»
Der Caracol Verlag ist Mitglied des SBVV (Schweizer Buchhandlungs- und Verlags-Verband)  sowie der SWIPS (Swiss Independent Publishers).

## Autoren
Zu den Autorinnen und Autoren, deren Werke vom Caracol Verlag der Autorinnen und Autoren veröffentlicht wurden, zählen unter anderen Irène Bourquin,  Ruth Loosli,  Jochen Kelter, Mara Meier, Gabrielle Alioth,  Pedro Meier,  Ruth Erat,  Plinio Martini,  Viviane Egli und  Matthias Müller.